# Michal Gabriel

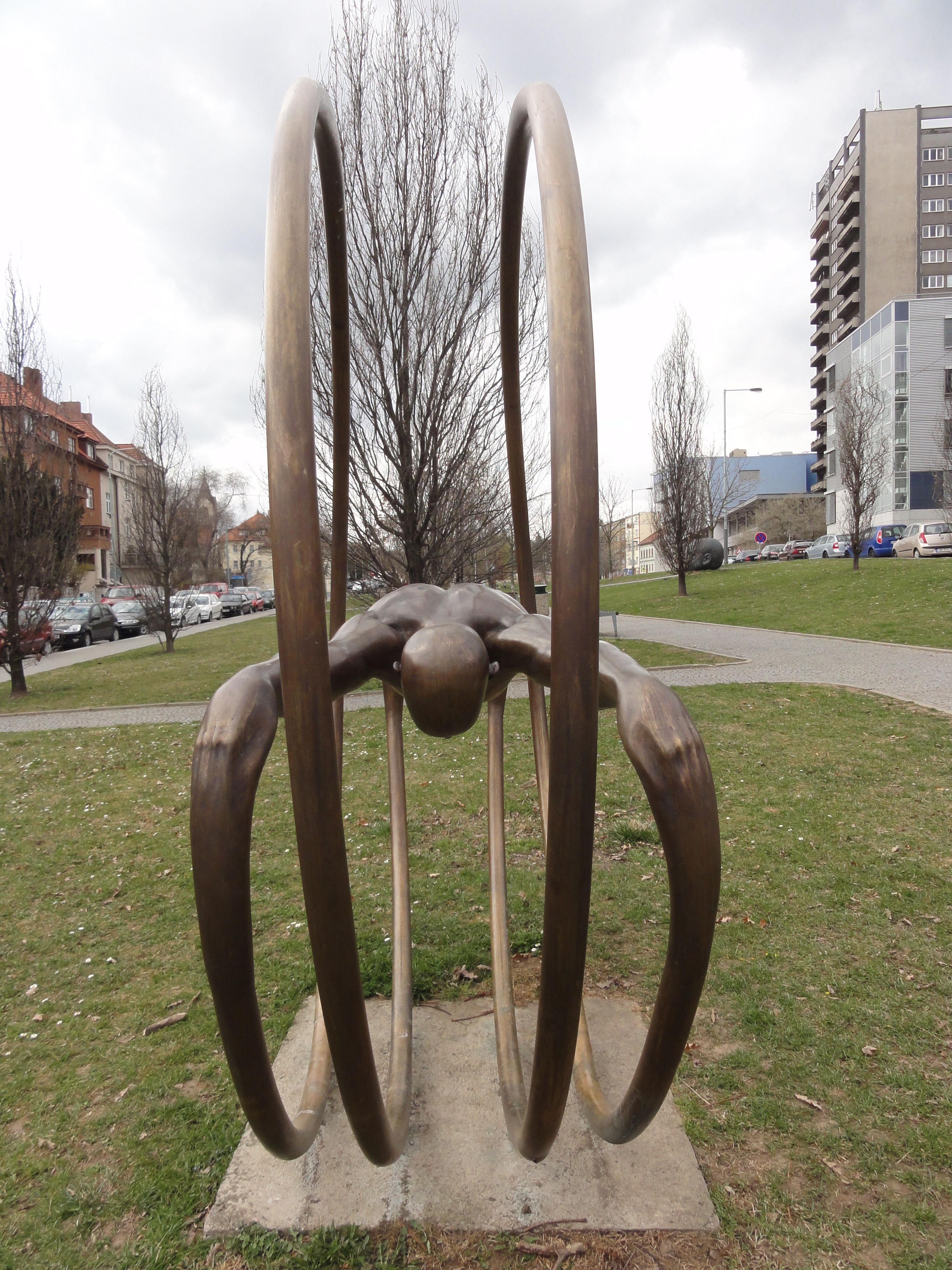
Cesta, 2004, bronz, park Hadovka v Praze

Michal Gabriel (* 25. února 1960 Praha) je český sochař a vysokoškolský učitel, bývalý děkan Fakulty výtvarných umění VUT v Brně.

## Životopis
- 1978–82 Střední uměleckoprůmyslová škola Praha
- 1980–87 Akademie výtvarných umění, Praha – obor sochařství
- 1987 zakládající člen výtvarné skupiny Tvrdohlaví
- 1995 získal cenu Jindřicha Chalupeckého
- 1998 nastupuje na místo vedoucí ateliéru sochařství na FaVU VUT v Brně
- 2001 habilitován docentem na Vysoké škole uměleckoprůmyslové v Praze
- 2007 byl zvolen děkanem FaVU VUT v Brně
- V roce 2009 jmenován profesorem

Po absolutoriu Střední uměleckoprůmyslové školy v Praze na Hollarově náměstí absolvoval studium sochařství na Akademii výtvarných umění v Praze. V roce 1987 založil spolu s dalšími umělci neformální uměleckou skupinu Tvrdohlaví. Od roku 1998 působí jakožto docent na Fakultě výtvarného umění VUT v Brně, kde v letech 2007–2010 působil jako děkan. Vyučuje i na Vysoké škole uměleckoprůmyslové škole v Praze. V roce 1995 za svoji tvorbu obdržel prestižní cenu Jindřicha Chalupeckého. Mezi jeho významná díla patří spolupráce na výtvarné výzdobě v pavilonu indonéské džungle v Zoo Praha.

## Dílo
Již Gabrielovo rané dílo zahrnovalo mnoho figurálních témat, provedených v monumentálním měřítku. Patří k nim figury lidské i zvířecí, savci, ptáci i ryby, krajiny, stavby, lesy či geometrická tělesa. Od počátku si vytyčil široký rejstřík figurálních témat, jak statických, tak dynamických, umístěných na holé zemi, či na trávníku v parku, na stromě nebo jiném přírodním útvaru, ale také letící ve vzduchu, a pracuje s nimi do současnosti. V posledních dvou letech k tradičním materiálům a technikám přibyla výroba z 3D tiskárny (Jezdec na koni, Meteorit, Lvice, Karel IV.).

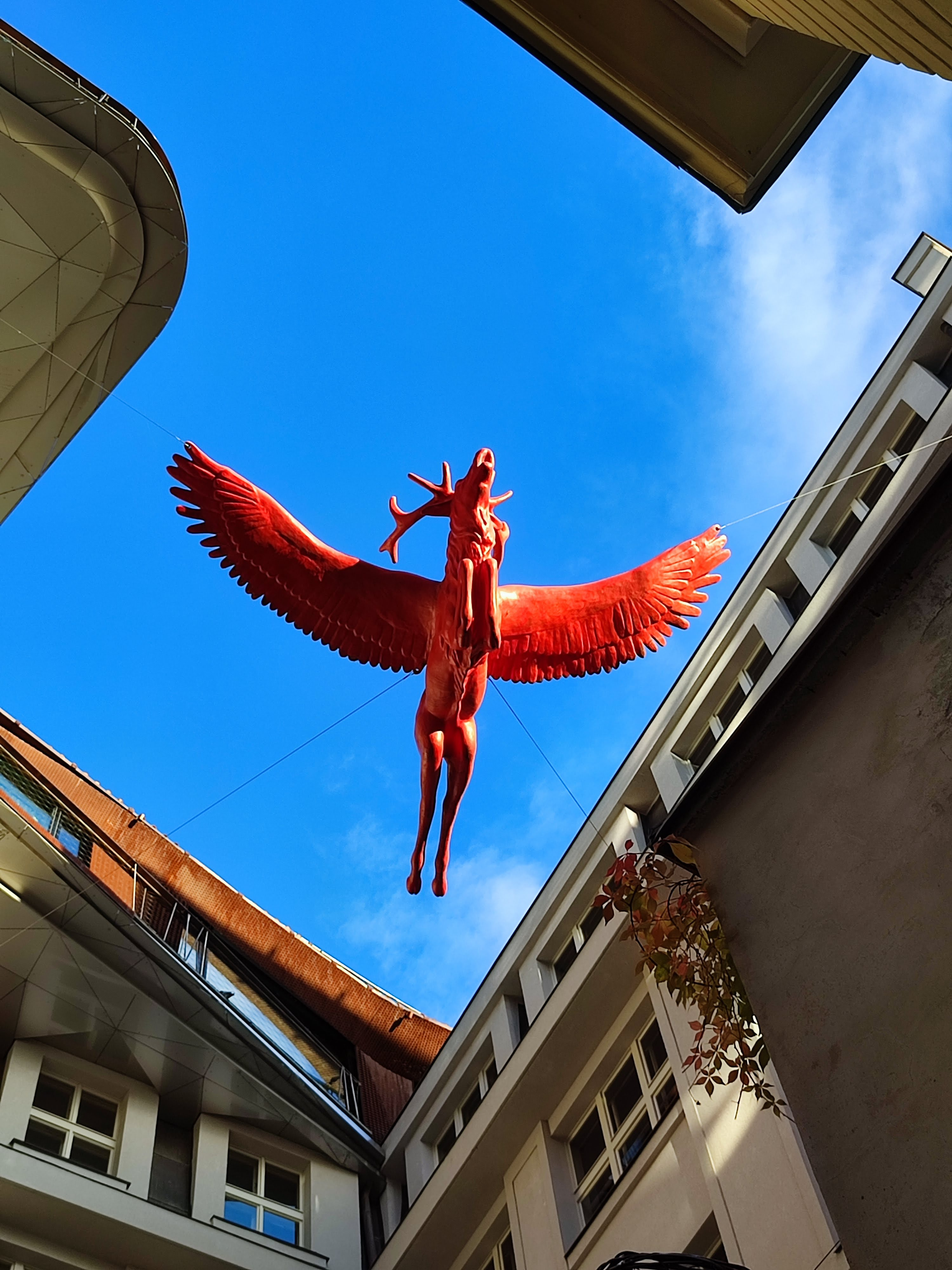
Letící jelen, ulice V celnici

### Zvíře

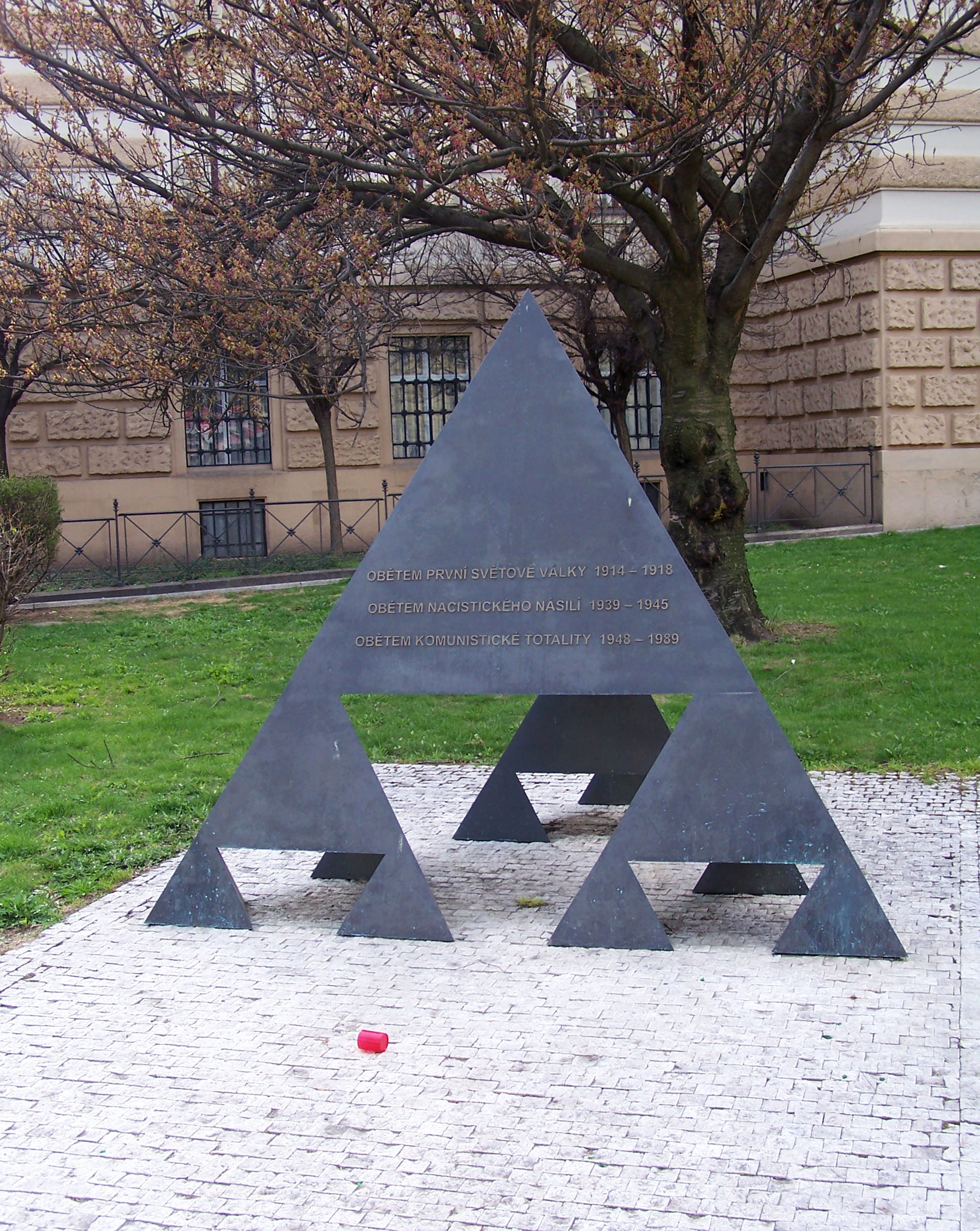
Pomník obětem 1. světové války, 2006

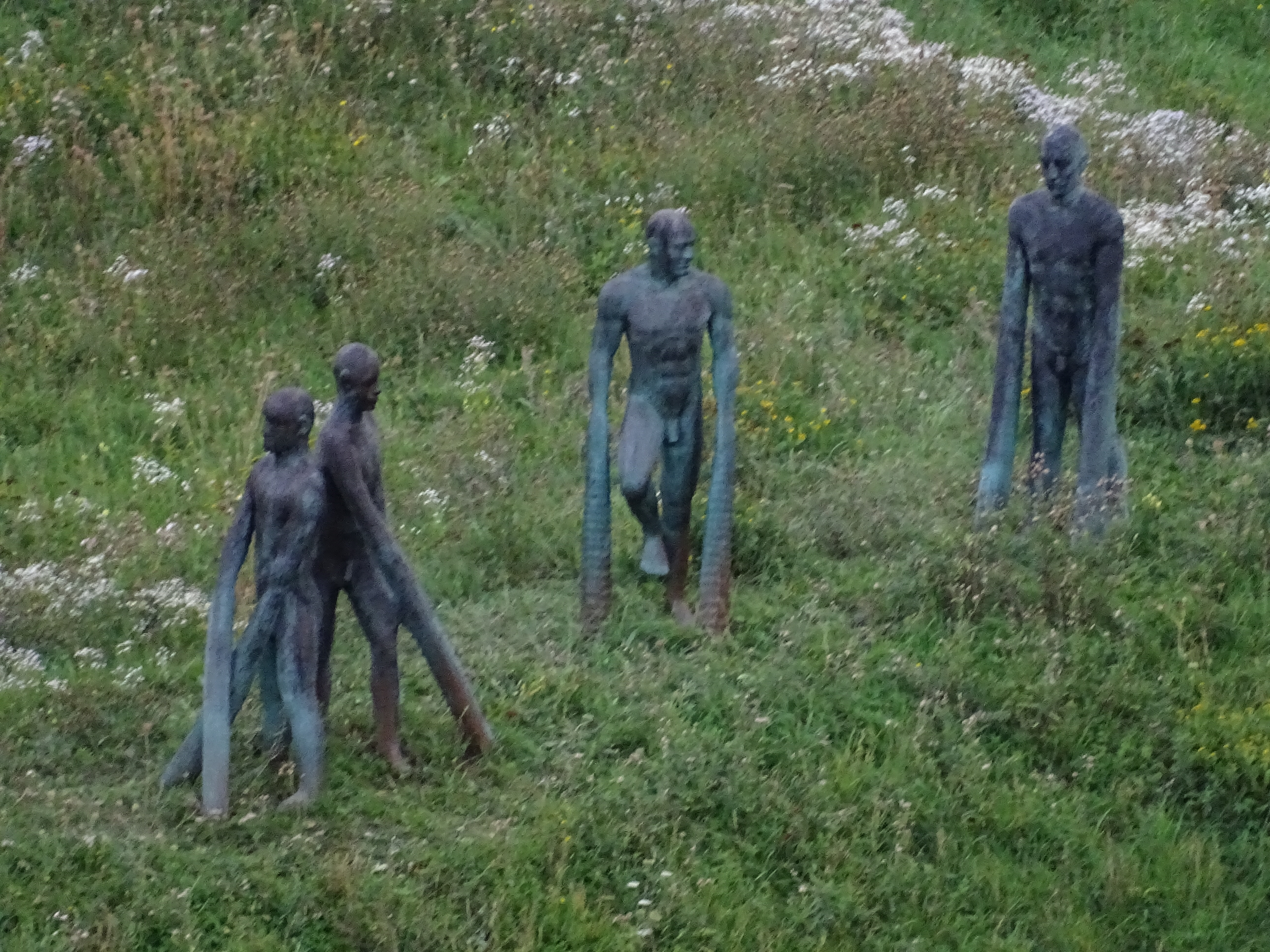
Pastevci gepardů

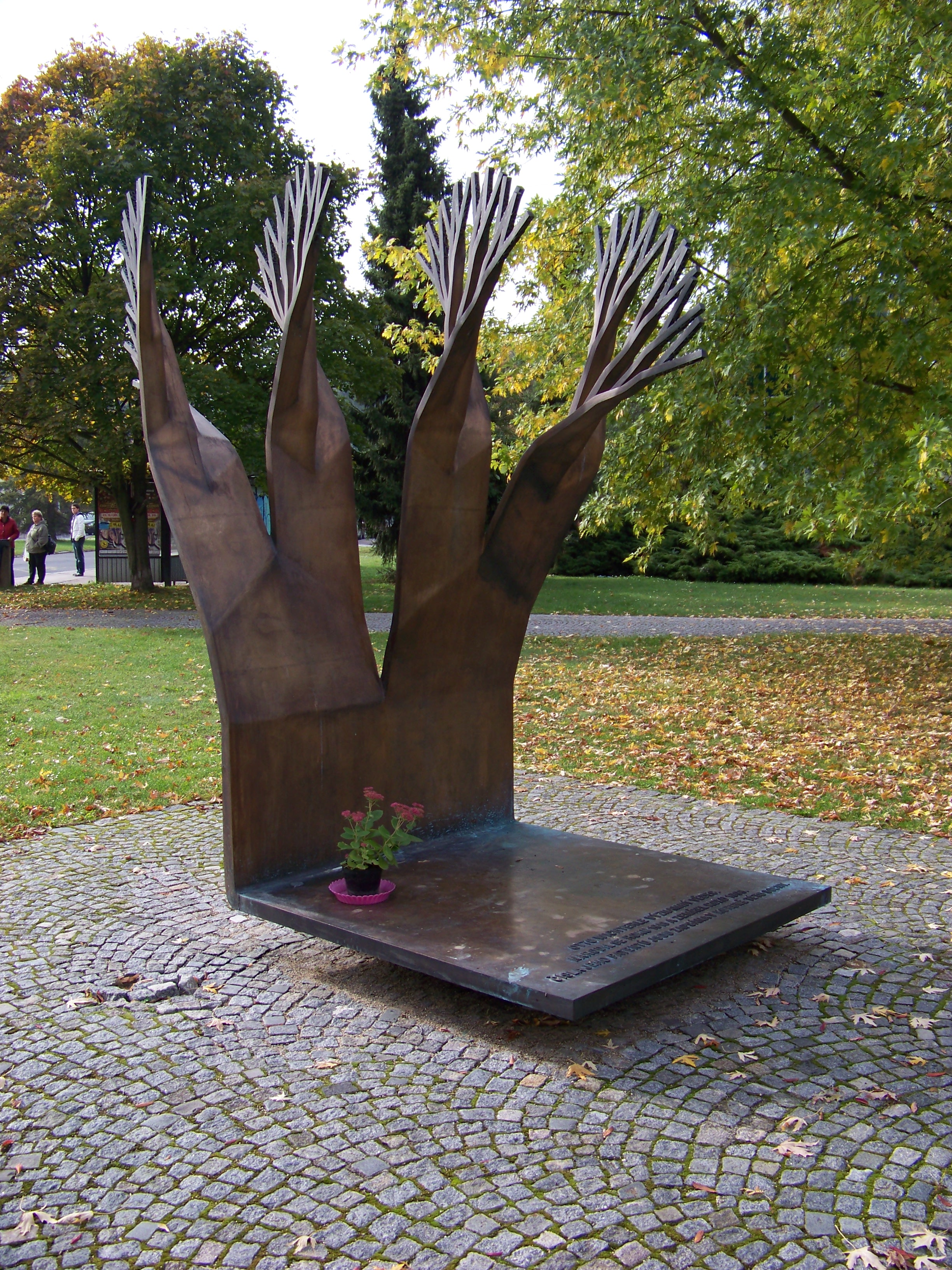
Otto Wichterle

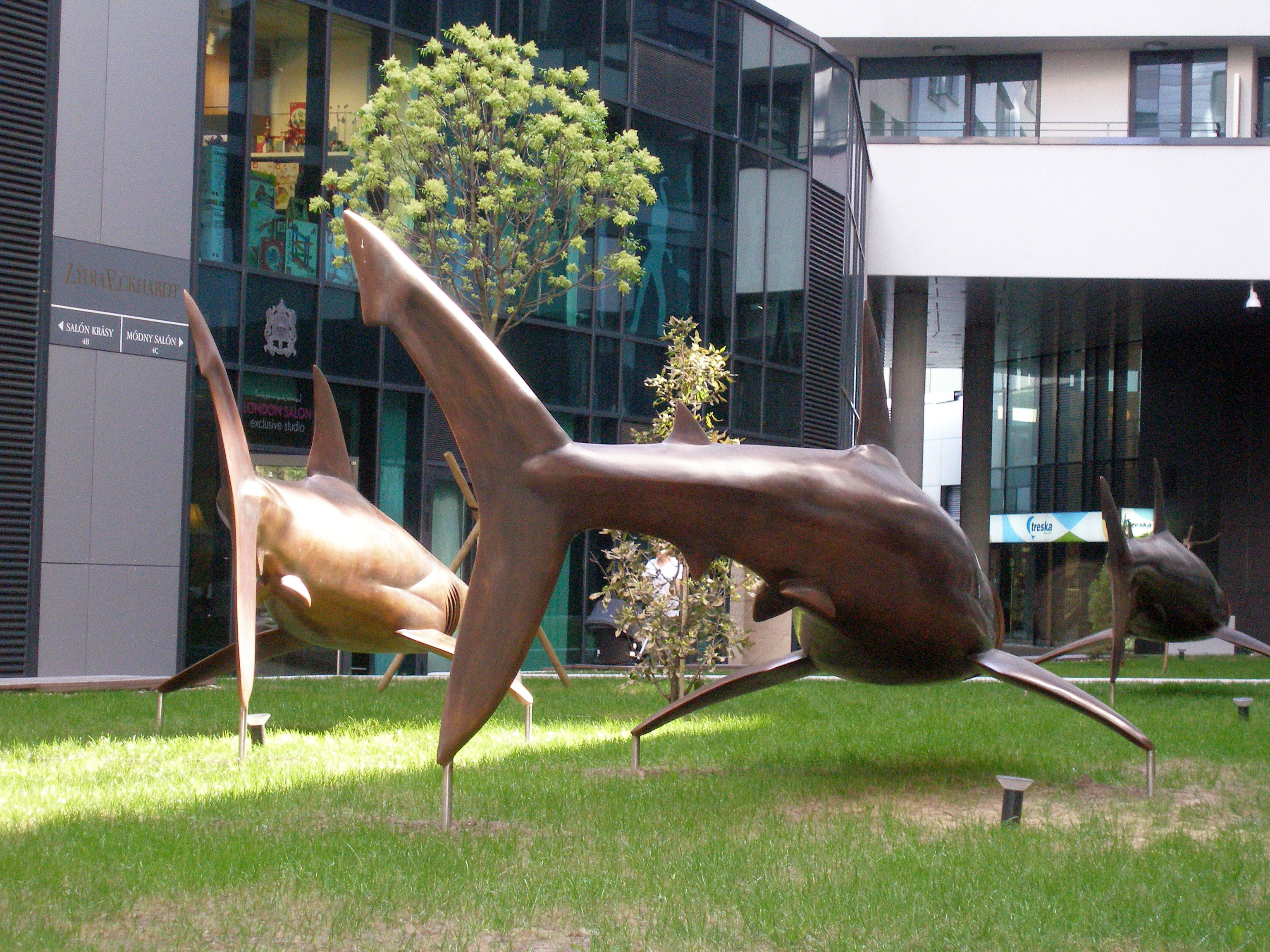
Žraloci

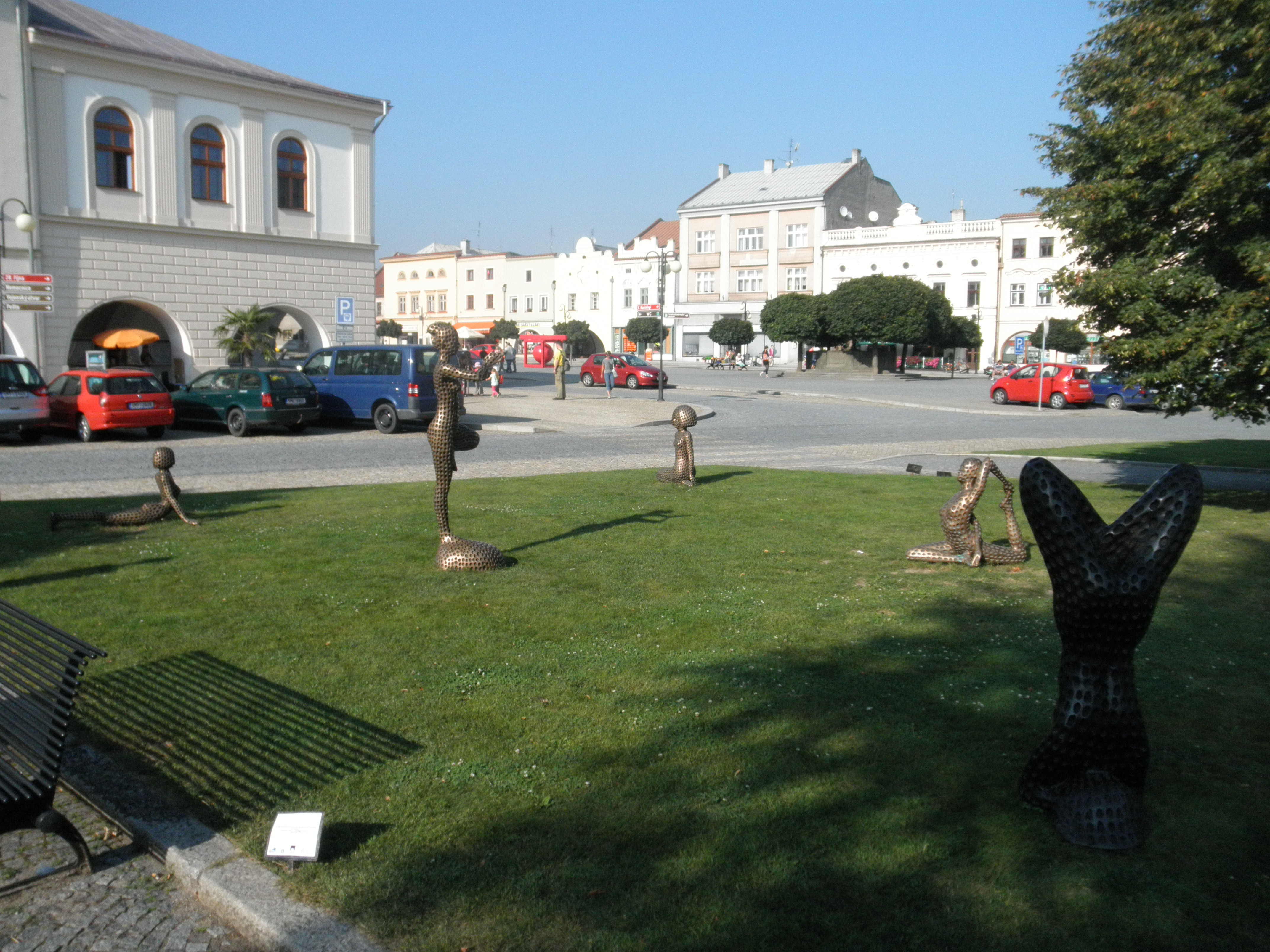
Jogínky

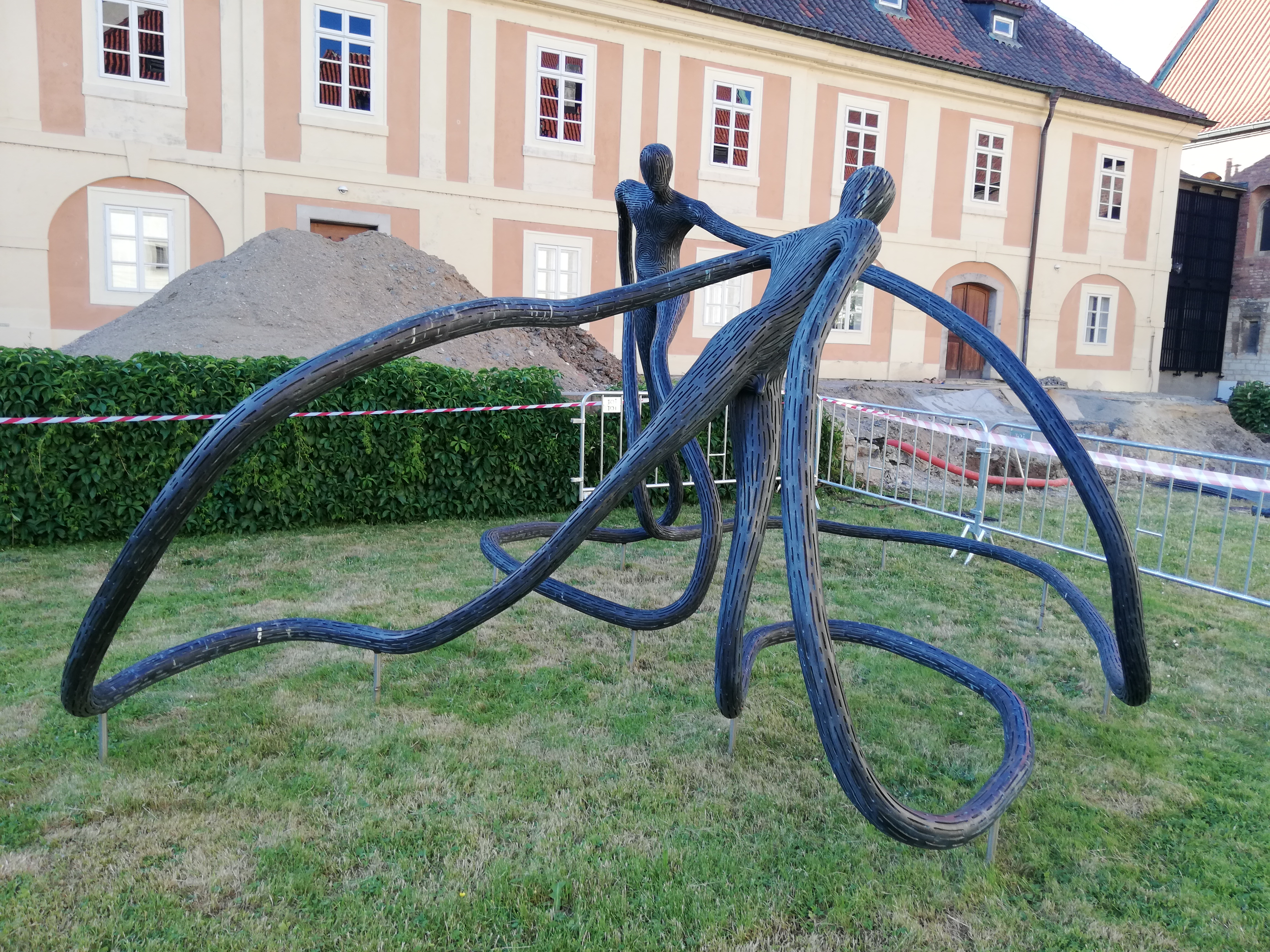
Tanečníci

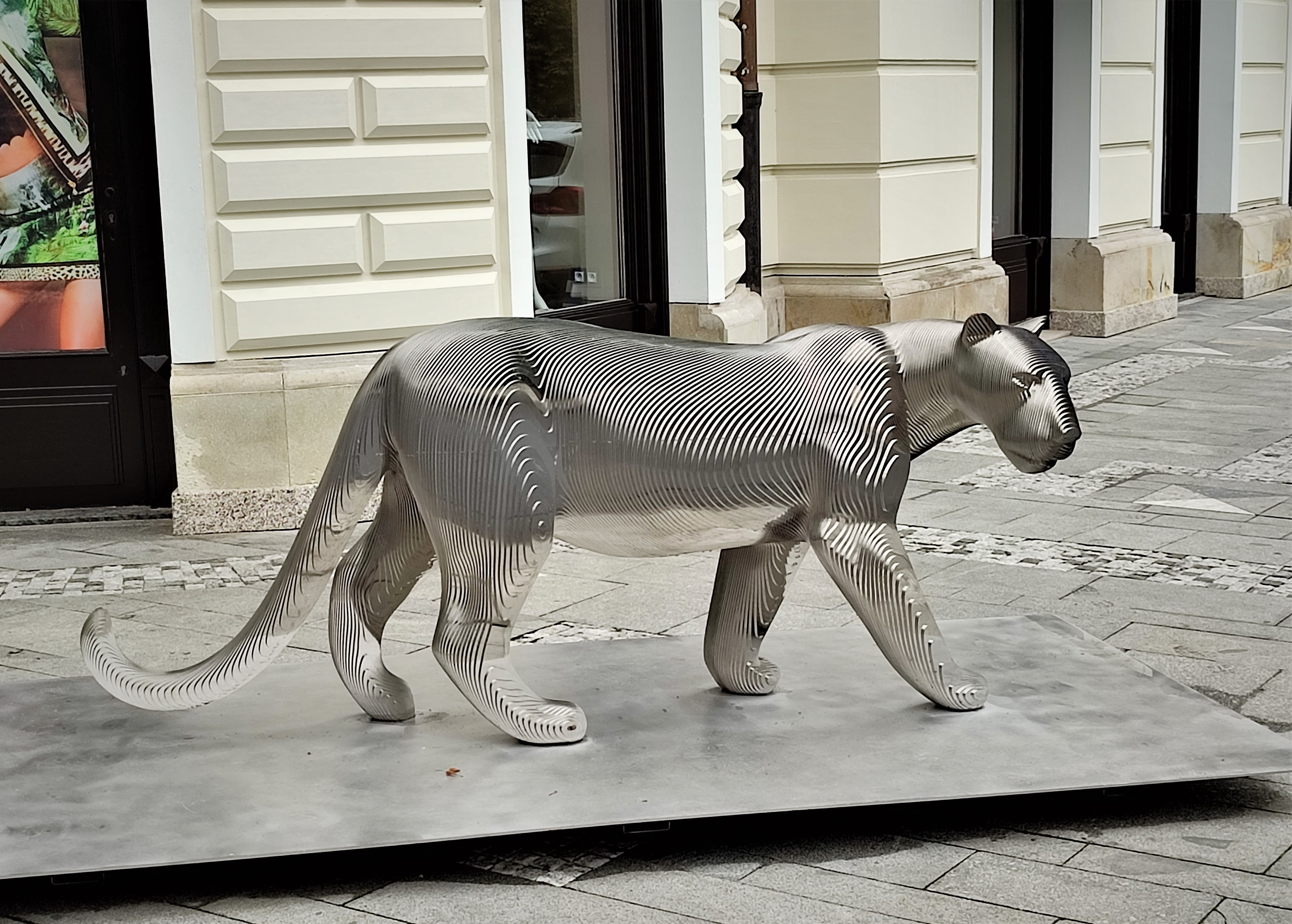
Lvice, Karlovy Vary 2021

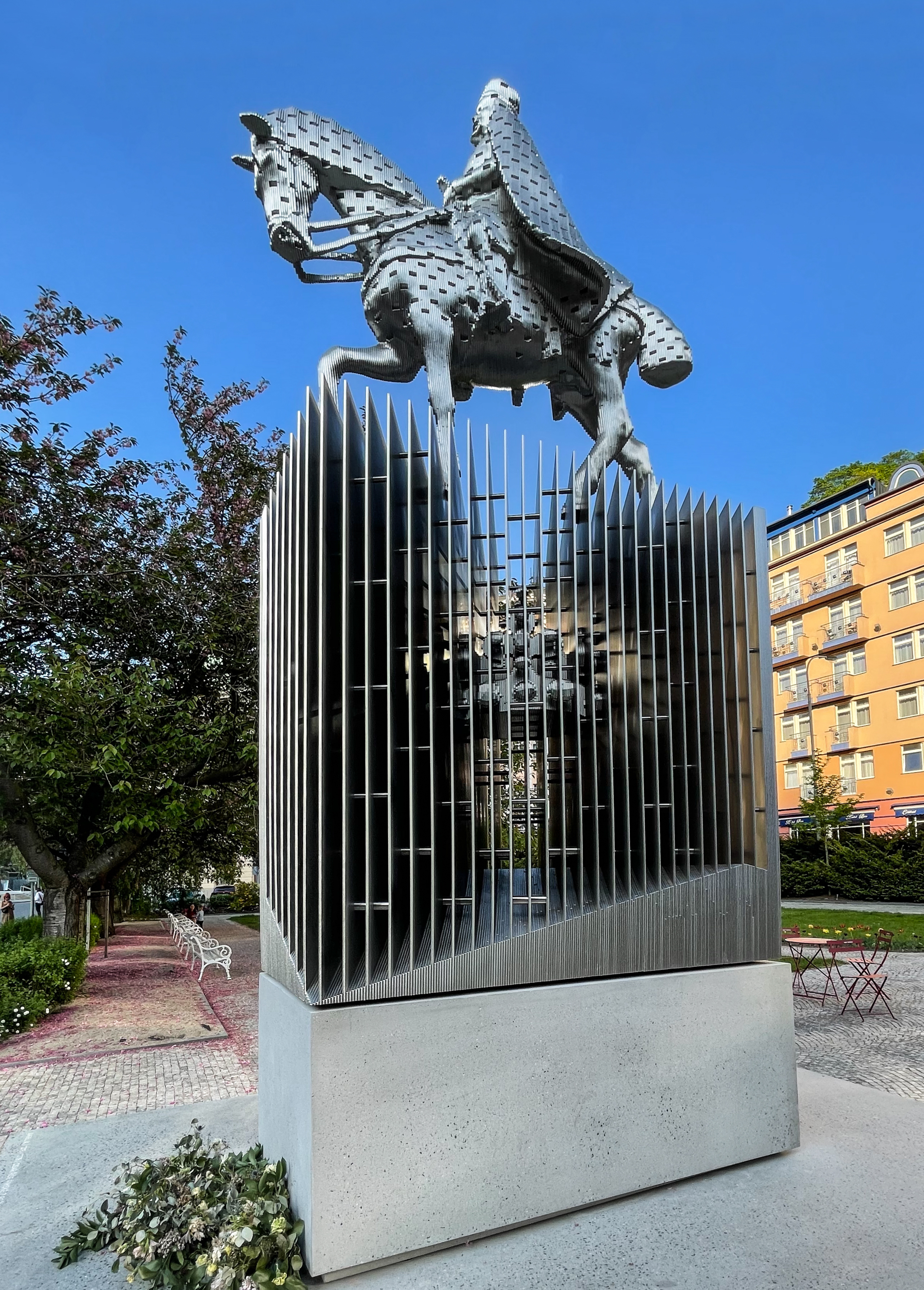
Socha Karla IV., Karlovy Vary 2022

Může být samotné či sdružené, skutečné nebo mytické, v životní velikosti nebo nadživotní; savec, pták nebo ryba, ve svém vlastním či v libovolném cizím prostředí. Gabriel se k některým figurám po letech vrací, ale mění jejich materiály a techniky provedení, například odlišuje strukturu povrchu od přirozené patiny bronzu přes hladký výrazný červený lak (okřídlený jelen a býk), nebo výrazné plastické struktury, jako je rastr z hnědých důlků, nebo vrstevnice z 3D tiskárny.
- Pegas, bronz, Brno (1988)
- Tři psi, textil, papír a dráty (1985)
- Ptačí strom (1986)
- Ptakočlověk (nedochoval se, nevydržel drsné prostředí „výtvarného provozu“)
- Pastevci gepardů, bronz, se skutečnými šelmami ve výběhu šelem zoologické zahrady v Praze Troji (2012); varianta s bronzovými sochami gepardů, ve Dvořákových sadech, Karlovy Vary
- Okřídlený jelen sv. Huberta a Okřídlený býk, plast (?), transparentní červený lak, (2021), oba v areálu Swéerts-Šporkova paláce v Praze na Novém Městě
- Kráčející lvice (2021)
- Žralok letící nad vodou (vystaven 2017)
- Brodící koně, bronz, kašna v Praze - Dejvicích, v Šabachově parku (2008); první inspiraci Gabriel našel s kamarádem a spolužákem folkovým muzikantem Michalem Žárou od roku 1980, kdy pomáhali při záchraně chovu huculských koní na Janově hoře v Krkonoších.

### Člověk
Osobnosti historické, mytologické či folklórní:
- keramický Malý náčelník z roku 1986
- Domorodý náčelník v jogínském sedu
- Biblická tanečnice a vražedkyně Salomé
- Sedící starověký egyptský písař;
- Egypťanka, dřevo, (1986) - velkolepá svými rozměry i tajemstvím příběhu, starodávného či současného a osobního ?
- Jezedecká socha císaře Karla IV. (2022)

Anonymní postava člověka v pohybu:
- Dva tanečníci, bronz (2007);
- Dva průzkumníci, bronz na kašně v Pardubicich
- Cesta - "muž v jednom kole", bronz v parku Hadovka v Praze Dejvicích;

### Příroda
- Větvení - pomník Ottovi Wichterlemu, (2006) v parku v Praze na Petřinách
- Meteorit či Asteroid, ocel (2020) v Praze - Dejvicích na Vítězném náměstí

## Samostatné výstavy
- 1988 Sochařská tvorba, Galerie Na bidýlku, Brno, kurátor Karel Tutsch
- 1989 Sochařská tvorba (s Petrem Sládkem a Erikou Bornovou),
- Okresní vlastivědné muzeum, Český Krumlov, kurátor Pavel Zadražil
- 1991 Sochařská tvorba, Galerie Malovaný dům, Třebíč
- 1991 Věty v prostoru, Galerie Pi-Pi-Art, Praha, kurátor Milena Slavická
- 1992 Sochy, Galerie MXM, Praha
- 1993 Sochy, Galerie Aspekt, Brno
- 1993 Sochařská tvorba, Galerie MXM, Praha
- 1994 Michal Gabriel – sochy – Martin Mainer – obrazy,
- Pavilon Alter botanischen Garten, Mnichov, Německo, kurátor Inge Lindemann
- 1994 Rožnovské sochařské léto (s Jiřím Plieštikem a Stefanem Milkovem),
- Galerie Městské knihovny, Rožnov pod Radhoštěm, kurátor Aleš Žanta
- 1994 Nové tendence (s Petrem Písaříkem a Petrem Lysáčkem),
- Vlastivědné muzeum, Šumperk, kurátor Pavla Teglová
- 1994 Plastiky, obrazy a práce na papíře (s Igorem Minárikem a Petrem Veselým),
- hrad Sovinec, kurátor Petr Nedoma
- 1995 Sochy, Galerie hl. m. Prahy – Staroměstská radnice, Praha, kurátor Olga Malá
- 1995 Bronz, Centrum kultury a vzdělávání, Moravská Ostrava a Přívoz, kurátor Milan Weber
- 1995 Cena Jindřicha Chalupeckého '94, Galerie Václava Špály, Praha, kurátor Mahulena Nešlehová
- 1995 Michal Gabriel – Stanislav Libenský a Jaroslava Brychtová, Síň pod Plečnikovým schodištěm,
- Rajská zahrada Pražského hradu, Praha, organizátor Nadace Svoboda
- 1996/7 Michal Gabriel a Vladimír Kokolia, Výstavní síň Emila Filly, Ústí nad Labem,
- organizátoři Unie výtvarných umělců a Soros centrum
- 1997 Sochy, Galerie Die Aktualität des Schönen..., Liberec, kurátor Zdeněk Primus
- 1997 Sochy, animace (spolupráce Josef Švanda), Galerie MXM, Praha
- 1998 Michal Gabriel a Vladimír Kokolia, Výstavní síň Emila Filly, Ústí nad Labem,
- kurátoři Michal Koleček a Petr Svoboda
- 1998 Sochy (se Stefanem Milkovem), Galerie Sirius Design, Praha
- 1998 Sochy, animace (spolupráce Josef Švanda), Galerie Caesar, Olomouc, kurátor Miroslav Schubert
- 2000 Sochy – obrazy (s Janem Mertou), Obecní galerie Malostranská beseda, Praha
- 2000 Se světlem, Galerie Malá Špálovka, Praha, kurátor Jaroslav Krbůšek
- 2002 Sochy – obrazy (s Miladou Gabrielovou), Galerie 8A, Brno
- 2003/4 Michal Gabriel – Barbora Šlapetová – Lukáš Rittstein, Galerie Tvrdohlaví, Palác Lucerna, Praha
- 2004 Michal Gabriel – Tomáš Medek, Galerie ARS, Brno, kurátor Josef Chloupek
- 2004 Sochy, Galerie moderního umění, Hradec Králové, kurátor Tomáš Rybička
- 2004/5 Ještěrka, instalace v Krajské vědecké knihovně – Spacium, Liberec, kurátor Ivona Raimanová
- 2006 Sousoší, Galerie města Plzně, Plzeň, kurátor Václav Malina
- 2006 Zahrada, Galerie Via Art, Praha
- 2006 Gabriel & Casua (Sochy & architektura), Galerie Chodovská tvrz, Praha, kurátor Martina Pachmanová
- 2007 Gabriel & Casua (Sochy & architektura), Galerie Medium Bratislava
- 2007 Sousoší 2, Hrad Sovinec – Muzeum v Bruntále
- 2007 Sousoší 3, Galerie města Blanska, Blansko
- 2007, Michal Gabriel – Sochy, Zámek v Bystřici pod Hostýnem
- 2008 Michal Gabriel – sochy, Galerie ARS, Brno
- 2008, Michal Gabriel Sousoší 5, Galeria M.A.Bazovského v Trenčíně, kurátor Elen Porubanová
- 2009, Dreming I., Kotelna Karlin Gallery,M. Gabriel – sculptures, J. Macht – photography
- 2009 Michal Gabriel Súsošia 6.LGPMB – liptovská galeria petra michala bohuňa v liptovskom mikuláši, kurátorka Elen Porubanová
- 2009 Michal Gabriel Sochy, Výstavní síň Synagoga, Hranice, kurátorka Mgr. Renata Skřebská
- 2009 Michal Gabriel Sochy, Galerie Kaple, Valašské Meziříčí
- 2010 Michal Gabriel Sochy, Artpro galéry, Praha
- 2010 Michal Gabriel, Galerie Města Trutnova, kurátorka Mgr. Lucie Pangrácová
- 2010 Hráči na nábřeží, exteriérová exposice na nábřeží v Trutnově, kurátorka Mgr. Lucie Pangrácová
- 2010 Michal Gabriel, Sochy, Galerie na půdě, Vrchlabí
- 2010 Michal Gabriel – Sochy, galerie ASPEKT Brno
- 2011 Michal Gabriel – Sousoší – Výstavní síň Sokolská 26, Ostrava